# Lösau (Lützen)
Lösau ist eine zum Ortsteil Dehlitz (Saale) der Stadt Lützen im Burgenlandkreis in Sachsen-Anhalt gehörige Ortschaft.

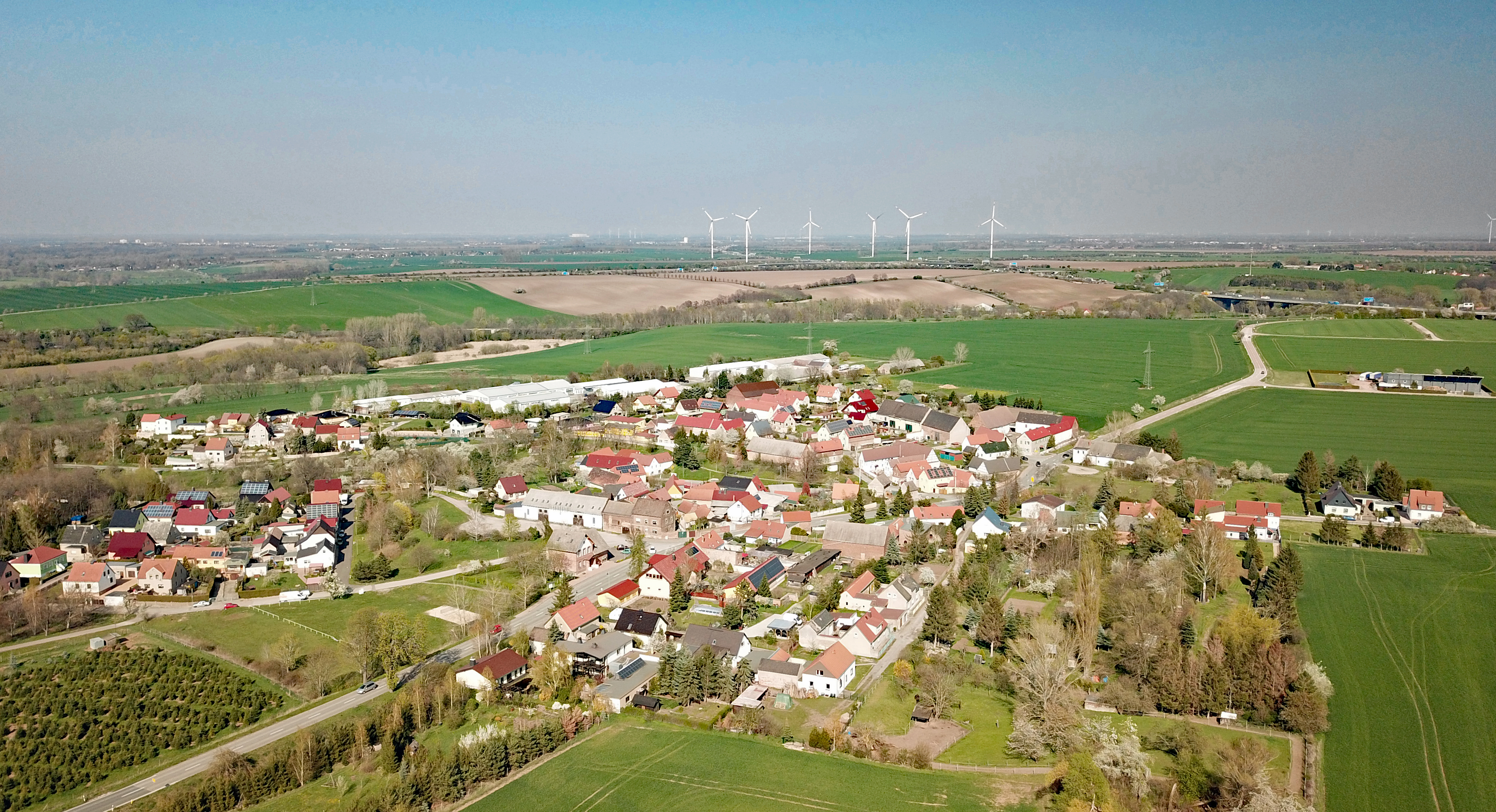
Luftbild

## Geografische Lage
Der Ort liegt auf dem rechten Ufer der Saale, südöstlich des Ortszentrums von Dehlitz. Durch den Ort führt die L 188 als Weißenfelser Straße. Südöstlich von Lösau führt die A 9 vorbei.

## Geschichte

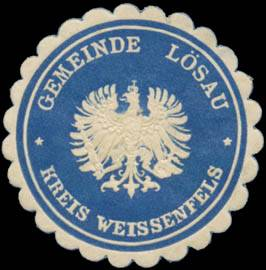
Siegelmarke der Gemeinde Lösau im Kreis Weißenfels, um 1900

Lösau gehörte bis zum Jahre 1806 zum Kurfürstentum Sachsen und danach bis 1815 zum Königreich Sachsen. Der Ort lag am Nordrand des kursächsischen bzw. königlich-sächsischen Amts Weißenfels das zwischen 1656/57 und 1746 zum Sekundogenitur-Fürstentum Sachsen-Weißenfels gehörte.
Durch die Beschlüsse des Wiener Kongresses kam Lösau mit dem Amt Weißenfels im Jahr 1815 an das Herzogtum Sachsen im Königreich Preußen. Der Ort wurde 1816 dem Regierungsbezirk Merseburg der Provinz Sachsen zugeteilt und Lösau in den Kreis Weißenfels integriert.
Nach der ersten Kreisreform am 1. Juli 1950 in der DDR wurden Lösau, Dehlitz und Oeglitzsch am 20. Juli 1950 zur Gemeinde Dehlitz vereinigt. Bei der zweiten Kreisreform 1952 kam Dehlitz zum Kreis Weißenfels im Bezirk Halle, der 1990 wieder zum Landkreis Weißenfels wurde und im Jahr 2007 im Burgenlandkreis aufging.
Die Gemeinde Dehlitz wurde per Gesetz am 1. Januar 2011 in die Stadt Lützen eingemeindet.

## Sehenswürdigkeit
Bei Lösau befindet sich die abgegangene Burg Treben.